# Kelly Cartwright
Kelly Anne Cartwright (Geelong, Australia 22 de abril de 1989) es una atleta australiana. Ganó dos medallas en los Juegos Paralímpicos de Londres 2012 y representó a Australia en los Juegos Paralímpicos de Pekín 2008.

## Vida personal
Kelly Anne Cartwright nació el 22 de abril de 1989, y es de Geelong la segunda ciudad más grande del estado australiano de Victoria. A los quince años tuvo un tipo de cáncer llamado sarcoma sinovial. Parte de su pierna derecha necesitó ser amputada debido al cáncer, porque la quimioterapia no era una opción. Tiene una pierna protésica que empezó a usar en la escuela secundaria. Su pierna  para caminar costaba 62.000 dólares australianos y necesitaba que se le cargara todas las noches.
Antes de perder su pierna jugaba al netball. Cartwright escaló el monte Kilimanjaro en 2009. A partir de 2012 trabajó como recepcionista. También es embajadora del Comité Paralímpico Australiano y de la Fundación Make-A-Wish. En 2012 fue nombrada una de las paralímpicas más sexy del Zoo Weekly.
Cartwright apareció en la decimoquinta temporada de la serie Dancing with the Stars. En 2016 Cartwright y su compañero, Ryan, se convirtieron en padres de un hijo.

## Atletismo
Cartwright es una corredora clasificada en el T42, y es entrenada por Tim Matthews. En 2008, se le otorgó una beca con el Instituto Australiano de Deportes, y en 2012 tuvo una beca con el Instituto de Deportes de Victoria.
Cartwright comenzó a competir en 2007, y representó a Australia por primera vez en 2008, en los Juegos Paralímpicos de Pekín 2008 de la República Popular de China. En las finales de los 100 metros, terminó en sexto lugar, compitiendo sobre una pierna de fibra de carbono. Al entrar en los Juegos, se entrenó en Geelong. Compitió en los Campeonatos Mundiales de Atletismo del IPC de 2011 donde terminó en primer lugar mientras establecía un récord mundial en la prueba de 100 metros. En los Campeonatos de Atletismo de Australia de 2012, estableció un récord mundial de 16,26 segundos en la prueba de 100 m T42. En 2012 fue la campeona mundial en las pruebas de 100 m y salto de longitud T42. En los Juegos Paralímpicos de Londres 2012 ganó una medalla de oro en la prueba de salto de longitud F42/44 y una medalla de plata en la prueba de 100 m T42.

## Reconocimiento

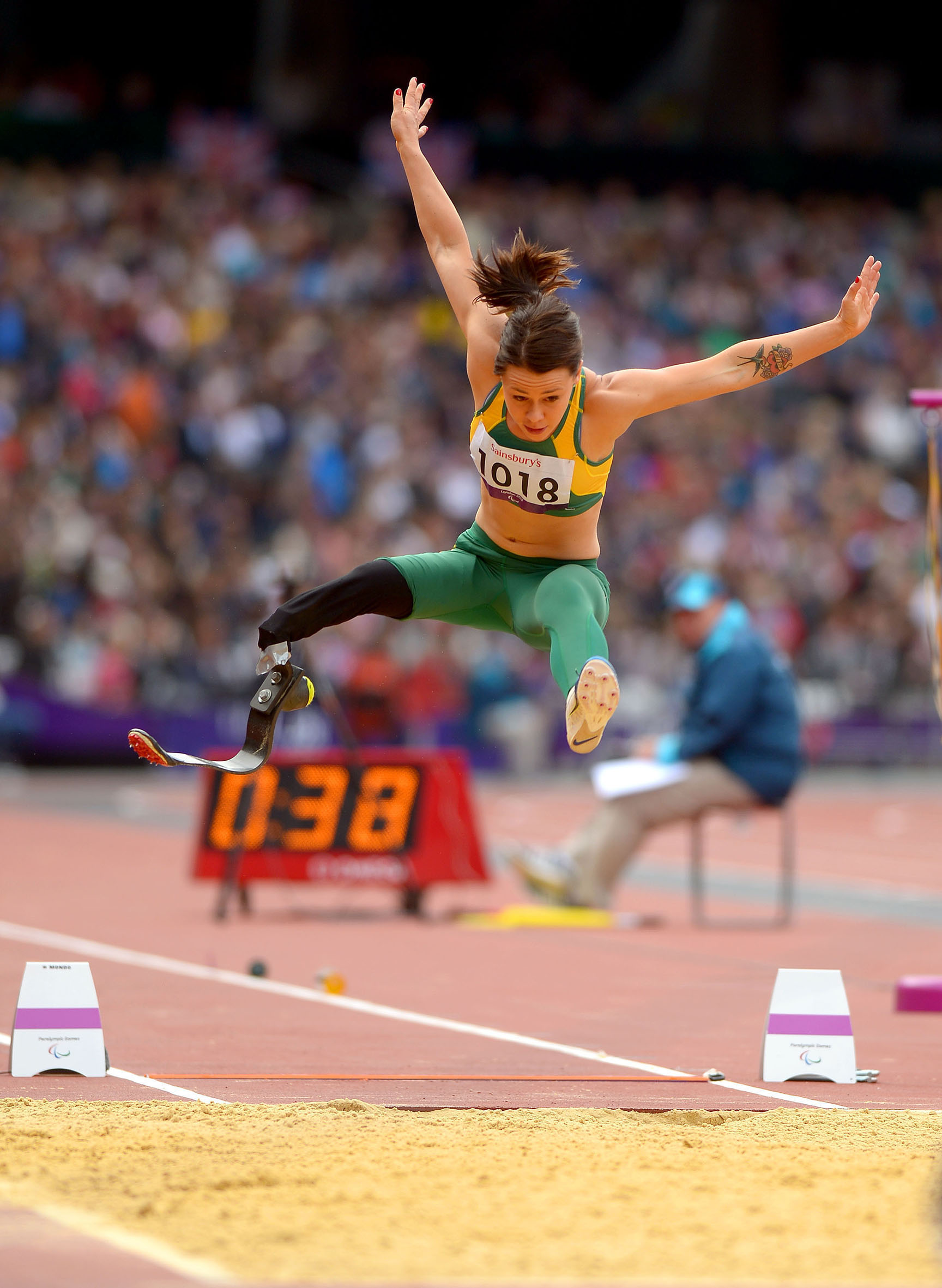
Cartwright en 2012

Cartwright fue finalista para el Paralímpico Australiano del Año 2012. Fue premiada con la Medalla de la Orden de Australia en los Honores del Día de Australia de 2014 «por su servicio al deporte como medallista de oro en los Juegos Paralímpicos de Londres 2012».